# Kornhult
Kornhult er en by øst for Hishult i Laholms kommun i Sverige. Byen havde i 2003 46 indbyggere, hvilket er et fald på 36,1 % siden 1990 hvor byen havde 72 indbyggere. I 2019 var antallet af indbyggere steget til 90. Byen var frem til 1995 og igen fra 2015 klassificeret som en småort.

## Historie
I gamle dage var byen kendt for sin produktion af kurve, havemøbler og mange aktive møller og savværk. I dag findes der stadigvæk mange firmaer som producerer/sælger kvalitetshavemøbler.